# هله فاورالید
هله فاورالید (دانمارکی: Helle Fagralid؛ زادهٔ ۱۱ مهٔ ۱۹۷۵) بازیگر و صداپیشه اهل دانمارک است.
از فیلم‌هایی که وی در آن نقش داشته‌است، می‌توان به بازسازی، جنایت و کنستانتس اشاره کرد.